# Phil Hellmuth
Phillip J. "The Poker Brat" Hellmuth Jr. (Madison, Wisconsin, 16 de julho de 1964) é um jogador de pôquer profissional. Campeão do Main Event (evento principal) da World Series of Poker em 1989, possui outros dez títulos em eventos da WSOP, sendo a maioria na modalidade Hold'em. Com o total de 14 braceletes, é o maior vencedor da história da WSOP, superando o recorde de Doyle Brunson e Johnny Chan (ambos com 10).

## Biografia
Iniciou seus estudos na Universidade de Wisconsin-Madison, porém, após três anos de curso, abandonou os estudos para dedicar-se integralmente ao poker.
Atualmente, Hellmuth reside na cidade de Palo Alto,Califórnia. É casado com Katherine Sanborn e tem dois filhos, Phillip III e Nicholas.

## Carreira no Poker
Foi em 1989, aos 24 anos, que Helmuth tornou-se o campeão mundial de poker mais jovem da história. Após este feito venceu outros dez eventos do campeonato, em diferentes modalides do jogo, totalizando 11 títulos.
Hellmuth também participou de alguns eventos da World Poker Tour, tendo chegado por três vezes à mesa final.
Em 2005 foi o campeão do evento inaugural do National Heads-Up Poker Championship, derrotando Chris Ferguson na final. No ano de 2006, disputando o mesmo torneio, foi eliminado em sua primeira disputa, contra Chip Reese.
Em 11 de junho de 2007 Hellmuth tornou-se o maior vencedor da história da WSOP, conquistando seu 11° bracelete no torneio no evento de número 15, na modalidade No-limit Hold'em com buy-in US$1.500,00. Além disso, ainda conquistou o prêmio em dinheiro de US$ 637.254,00.
Em 9 de junho de 2015, alcançou mais uma marca histórica, conquistando seu 14º bracelete no Evento número 17  Razz Championship com buy-in de US$10.000,00. Conquistando US$271.105,00.
Foi também por três vezes campeão da Late Night Poker.
Até hoje Hellmuth ganhou em prêmios na WSOP US$ $8,182,696.